# Massaker in der Abbaye d’Ardenne
Beim Massaker in der Abbaye d’Ardenne in der Nähe von Caen wurden am 7. und 8. Juni 1944 während der Operation Overlord 18 kanadische Gefangene von der Waffen-SS exekutiert. In der Folgezeit kam es sowohl auf alliierter als auch auf deutscher Seite zu weiteren Tötungen von Kriegsgefangenen.

## Ablauf
Einen Tag nach der Landung der Alliierten in der Normandie bezog am 7. Juni SS-Standartenführer Kurt Meyer, Befehlshaber des 25. SS-Panzergrenadierregiments der 12. SS-Panzer-Division „Hitlerjugend“, sein Hauptquartier in der Abbaye d’Ardenne, einer mittelalterlichen Abtei in der Nähe des Ortes Villons-les-Buissons. Meyer befahl einen Gegenangriff gegen die im Raum Buron/Authie vorrückenden Kanadier der Einheit North Nova Scotia Highlanders, die von Panzern des 27th Canadian Armour Regiments (den Sherbrooke Fusiliers) unterstützt wurde. In dem für die Deutschen siegreichen Gefecht machte die Waffen-SS zahlreiche Gefangene, die aus dem Kampfraum entfernt wurden. 27 Gefangene wurden daraufhin zwischen dem 8. und 17. Juni in der Abbaye d’Ardenne exekutiert. Die ersten Hinrichtungen fanden bereits in der Nacht vom 7. auf den 8. Juni statt, als 11 Kanadier, die aus der Gruppe ausgewählt worden waren, erschossen wurden; am 8. Juni wurden weitere sieben Kanadier nach einer Befragung im Hauptquartier Meyers erschossen, alle nacheinander durch Kopfschüsse. Vor der Hinrichtung schüttelten sich alle noch einmal die Hände. Hauptzeuge der Exekutionen war der polnische SS-Soldat Jan Jesionek. Die meisten Leichen wurden erst im Frühjahr 1945 entdeckt. Vermutlich zwei weitere Kanadier wurden am 17. Juni bei der Abtei exekutiert. Die Abbaye d’Ardenne wurde nach einem erfolgreichen Angriff der Kanadier des Regina Rifles Regiment von Meyer einen Monat später, in der Nacht vom 8. auf den 9. Juli, aufgegeben.

## Juristische Aufarbeitung
Insgesamt töteten Soldaten der Division „Hitlerjugend“ allein in den ersten Tagen der Invasion 187 kanadische Gefangene, nach anderen Quellen 156. Kurt Meyer musste sich wegen der Erschießungen im Dezember 1945 vor Gericht verantworten; obwohl er eine Mitwisserschaft abstritt, wurde er zum Tode verurteilt, doch wurde diese Strafe in lebenslange Haft umgewandelt; auf diese Strafmilderung nahm offenbar der kanadische Major General Christopher Vokes Einfluss, der selbst die Tötung zweier Gefangener befohlen hatte, die jedoch durch seinen Divisionskommandeur noch verhindert wurde.

## Gedenken
Bei der Abtei wurde zum Gedenken an die ermordeten kanadischen Soldaten eine Gedenkstätte errichtet, bestehend aus einem Holzkreuz mit einer Nische, in der sich eine Marienstatue befindet; am Kreuz ist ein kanadischer Stahlhelm befestigt. Kinder des Ortes Authie schmücken die Stätte jedes Jahr mit Blumen. 1984 brachte man eine Gedenktafel aus Bronze mit folgender Inschrift an:

“On the night of June 7/8, 1944, 18 Canadian soldiers were murdered in this garden while being held here as prisoners of war. Two more prisoners died here or nearby on June 17. They are dead but not forgotten.”

„In der Nacht vom 7. auf den 8. Juni 1944 wurden in diesem Garten 18 kanadische Kriegsgefangene ermordet. Zwei weitere Gefangene starben hier oder in der Nähe am 17. Juni. Sie sind tot, aber nicht vergessen.“

## Die Folge: Weitere Kriegsverbrechen
Im Kampfraum um Caen kam es aber auch seitens der Kanadier zu Erschießungen deutscher Gefangener. Nach Antony Beevor töteten schon am 8. Juni Angehörige des kanadischen Inns of Court Regiments einige deutsche Gefangene, die sich weigerten, sich entgegen der Genfer Konvention in ungeschützter Position auf die Kühlerhaube kanadischer Fahrzeuge zu setzen. Als Vergeltung darauf habe das Panzergrenadierregiment 26, ebenfalls der 12. SS-Pz.-Division „Hitlerjugend“ angehörend, drei kanadische Gefangene erschossen.
In der Folgezeit wurden die Kämpfe zwischen der SS-Division „Hitlerjugend“ und den Kanadiern, die immer wieder aufeinander trafen, mit äußerster Härte geführt. Nach Beevor kam es am 4. Juli zu einem für beide Seiten verlustreichen Kampf um das Dorf Carpiquet westlich von Caen zwischen dem SS-Panzergrenadierregiment 26 und dem frankokanadischen Régiment de la Chaudière. Beevor schreibt: „Die wenigen [deutschen] Gefangenen wurden nach dem erbitterten Kampf sehr brutal behandelt. […] Nach einer kanadischen Quelle wüteten die Frankokanadier des Régiment de la Chaudière im Morgengrauen wie die Berserker. Sie schnitten jedem SS-Mann, den sie antrafen, die Kehle durch, egal, ob verwundet oder tot.’“ Weiter zitiert Beevor einen Offizier: „An diesem Tag wurden von keiner Seite Gefangene gemacht.“
Außerdem weist Beevor auf die Schlacht um die Straße nach Falaise am 8. und 9. August hin: Unter den 1327 deutschen Gefangenen, die das II. kanadische Korps ins Hinterland brachte, seien nur acht SS-Leute von der den Kanadiern verhassten SS-Division „Hitlerjugend“ gewesen. Trotz der für gewöhnlich fanatisch kämpfenden SS-Soldaten solle dieses Detail zu denken geben, so Beevor.